# METAR
METAR (acronimul pentru METeorological Aerodrome Report) este un mesaj standardizat care redă observațiile meteorologice relevante cu privire la starea vremii pe un aeroport. 
Un comunicat METAR are întotdeauna incluse codul ICAO al aeroportului în cauză și momentul emiterii comunicatului (data și ora). Alături de acestea sunt cuprinse în mesaj date ca: direcția și viteza vântului, vizibilitate la sol, presiunea atmosferică, starea norilor și alte condiții meteo. Știri meteorologice privind zonele aeroporturilor sunt date și de stații permanente meteorologice. 